# Glacier du Petit-mont-de-Greuvettaz
Ne doit pas être confondu avec Glacier de Greuvettaz ou Glacier occidental du Mont-de-Greuvettaz.
Le glacier du Petit-mont-de-Greuvettaz est un glacier d'Italie situé dans le massif du Mont-Blanc, dans le val Ferret.
Le glacier naît sur la face est du Petit mont de Greuvettaz, à environ 2 800 mètres d'altitude, et se dirige vers l'est,. Il est entouré par le glacier occidental du Mont-de-Greuvettaz par-delà le Petit mont de Greuvettaz à l'ouest et le glacier de Greuvettaz au nord,.